# جمالون

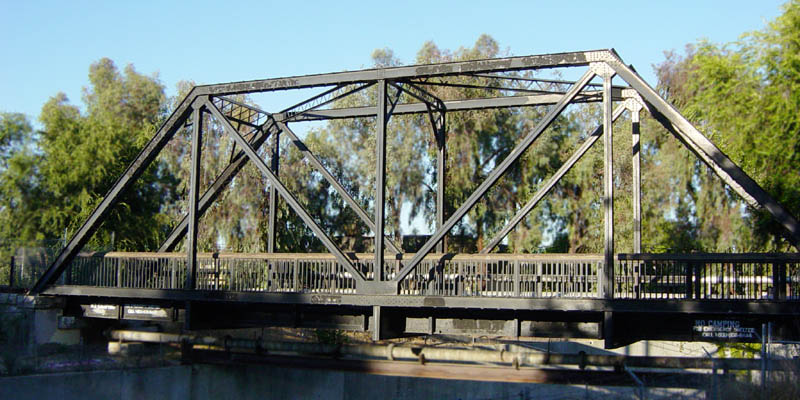
جسر جمالوني لخط سكة حديد ذو مسار واحد، تم تحويله لاستخدام المشاة ودعم خطوط الأنابيب. في هذا المثال، الجمالون عبارة عن مجموعة من الوحدات المثلثية الشكل التي تدعم الجسر.

الجَمَلُون أو الجِمَالُون أو المُسَنّّم أو الجائز الشبكي (بالإنجليزية: Truss)‏ مجموعةٌ من الروافد مثل العوارض، متصلة بعقد، مما يصنع هيكل صلب.